# 韋因湖
58°56′24.01″N 26°5′14.57″E / 58.9400028°N 26.0873806°E

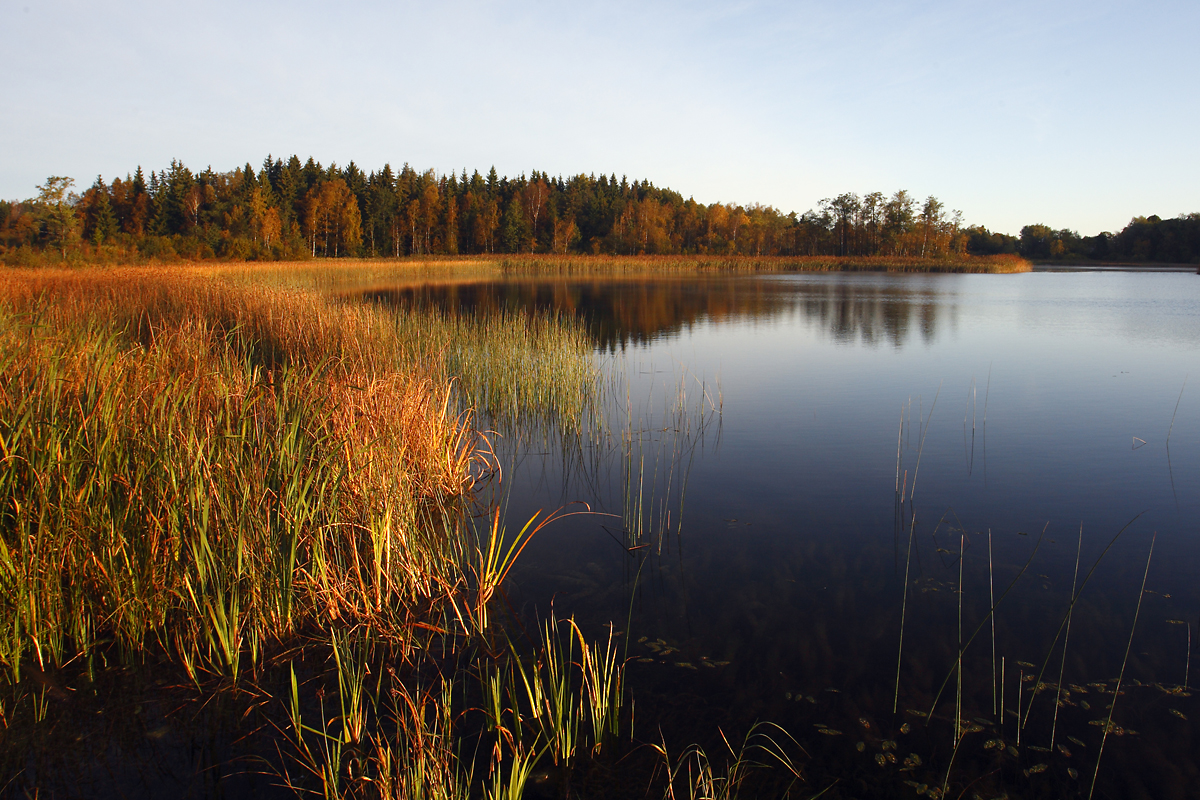

韋因湖，是愛沙尼亞的湖泊，位於該國中部，由耶爾瓦縣負責管轄，長1.4公里、寬0.5公里，面積0.36平方公里，該湖泊平均水深5.6米，最大水深11.5米。